# 九廣通
九廣通（英語：Kowloon Canton Railway Through Train，簡稱：ktt）為九廣鐵路公司旗下雙層客運列車，隨著兩鐵合併而通過《兩鐵合併條例》及服務經營權協議交予香港鐵路有限公司營運，提供來往紅磡站與廣州東站之間的城際客運服務（港穗直通車）服務。
正常情况下由兩台Lok 2000型電力機車（Re465改進型機車）以推拉方式牽引，一般以10輛客車及1-2輛機車為編組，其中有一等座位車廂8節及特等座位車廂2節。
受2019冠状病毒病疫情影響，城际直通车於2020年2月起暫停服務，故該款列車現時無限期暫停客运服務。截至2022年4月，港鐵已停止保養雙層九廣通列車的恆常檢查、維修等保養，亦沒有訂購後備零件，因此有媒體認為，列車今后將不再恢复运行。其後，港鐵於2025年6月宣佈將於同年年尾出售九廣通，至此宣告此列車不再在港運行。

## 班次
九廣通每日南北行對開三班共6個車次，但如遇上機車故障或例行檢查時，使用單頭行車會增加行車時間。

## 歷史
- 1995年11月，為配合廣深鐵路電氣化，九廣鐵路公司希望派出一組列車來往紅磡站與廣州東站之間的城際客運服務（港穗直通車），於是九鐵便經由伊藤忠商事，从瑞士訂購兩台電力機車和向日本訂購12輛無動力的客車（10輛一等及2輛特等車廂）。在招標階段，除了伊藤忠商事，SLM/ABB亦有參與澳洲Goninan的投標方案。
- 1997年5月11日列車抵港，成為至今唯一以香港為基地的幹線電力機車及推拉式列車[6]。但是，當時廣深鐵路尚未完成電氣化，所以便把列車放進何東樓車廠內，一直也沒有服務。
- 1997年7月31日，列車完成驗收後，在何東樓車廠南側出入線舉行交付儀式，由伊藤忠商事代表三枝格一與九鐵東鐵總監李鏡權主禮。
- 1998年1月24日，九鐵派出本列車行走九廣東鐵（今港鐵東鐵綫）來往紅磡與羅湖之間的特別本地服務。當時每天上午10點整提供一班於紅磡預辦離境直達羅湖的直通服務，及於上午11時20分提供一班由羅湖開出前往紅磡沿途各站的回程服務。去程成人票價為紅磡至羅湖之頭等車費（港幣66元），回程票價相等於東鐵線頭等車費。[7]
- 1998年5月28日，廣深鐵路電氣化工程竣工，特別本地服務於6月1日停止，隨後改作緊急時提供服務。
- 1998年8月28日，列車正式派往行走港穗直通車。[8]
- 2007年12月2日，隨著兩鐵合併，城際客運服務改由港鐵公司營運，帶有九鐵色彩的「九廣通」和「Ktt」列車名稱獲保留。
- 2008年2月，所有Ktt客車車廂已經貼上港鐵標誌。
- 2010年4月，為迎接2010年廣州亞運會的舉行，港鐵公司聯合廣州亞運會組委會和廣州亞運會高級合作夥伴之一的三星電子，在九廣通列車披上蓝色为主色调的“廣州2010亞運直通車”宣傳廣告，車身上展現了由香港設計師陳幼堅設計的“五瓣花”廣州亞運會高級合作夥伴官方標識，成為廣州亞運會最大的跨境流動廣告。隨著廣州亞運會的結束，車身廣告已於2011年2月底落畫。
- 2011年8月11日，新華通訊頻媒開始在九廣通列車上及紅磡站城際直通車的離境大堂為旅客提供媒體內容及廣告服務。
- 2018年3月15日，翻新後的九廣通車廂投入服務，內容包括為特等及一等車廂更換使用近20年的毛絨椅套、拆除車廂內的地毯並更換為防火合成木紋地板、為照明系統更換成LED燈泡，以及為洗手間內的扶手與梯級加設醒目黃色塗層以更符合暢通易達的原則[9]。
- 2025年1月13日：九廣通各一輛特等及一等車卡（分別為T1C001與T2A003）連同Lok2000機車（TLN001），由ER20機車回送至紅磡站6號月台展出。
- 2025年6月：港鐵宣佈將於同年年尾，出售九廣通所有車輛，買家可選擇整列買入，或將之報廢拆解作廢五金[5]。

## 圖集

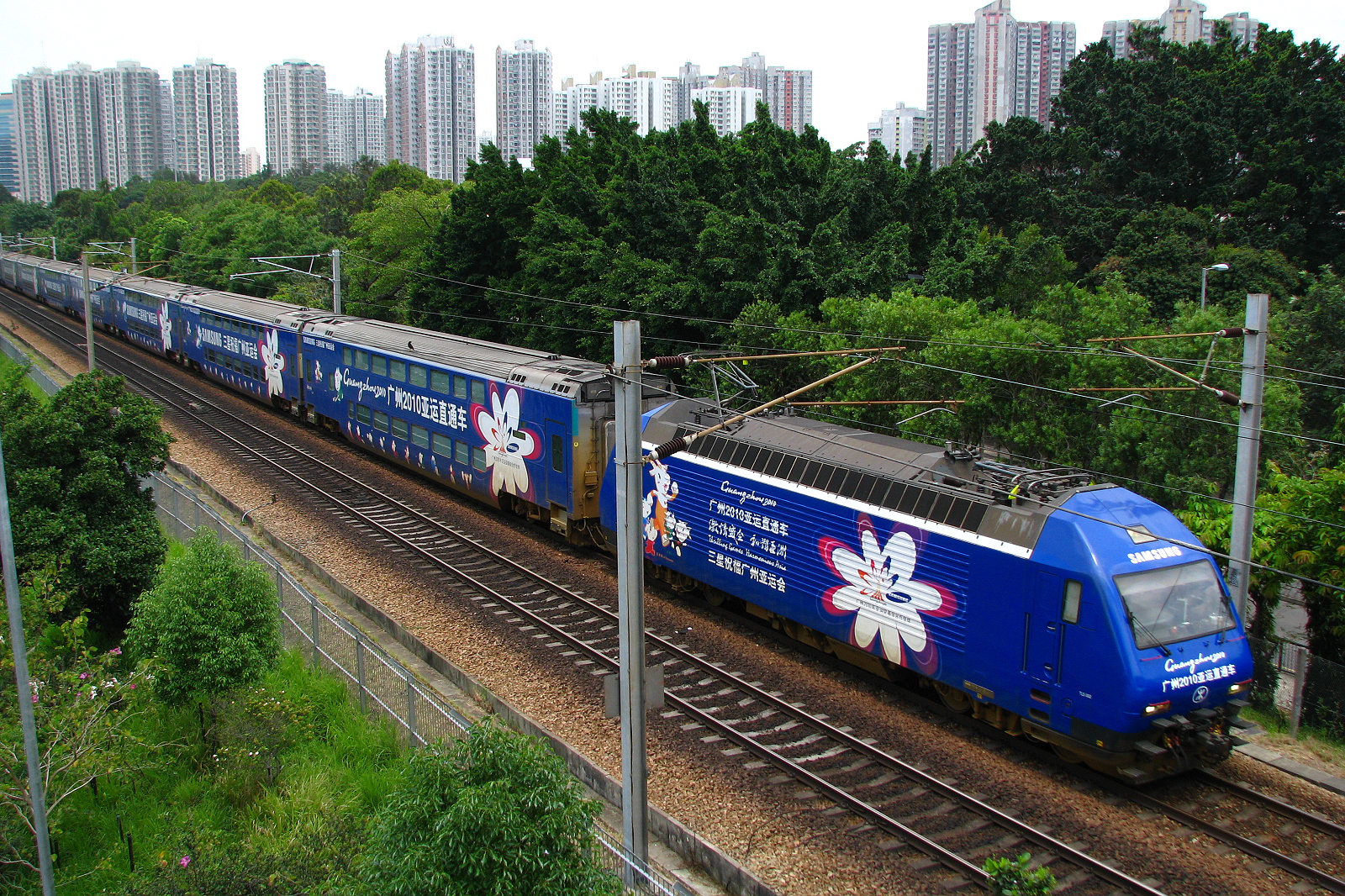
「廣州2010亞運直通車」塗裝的Ktt 九廣通，已落畫
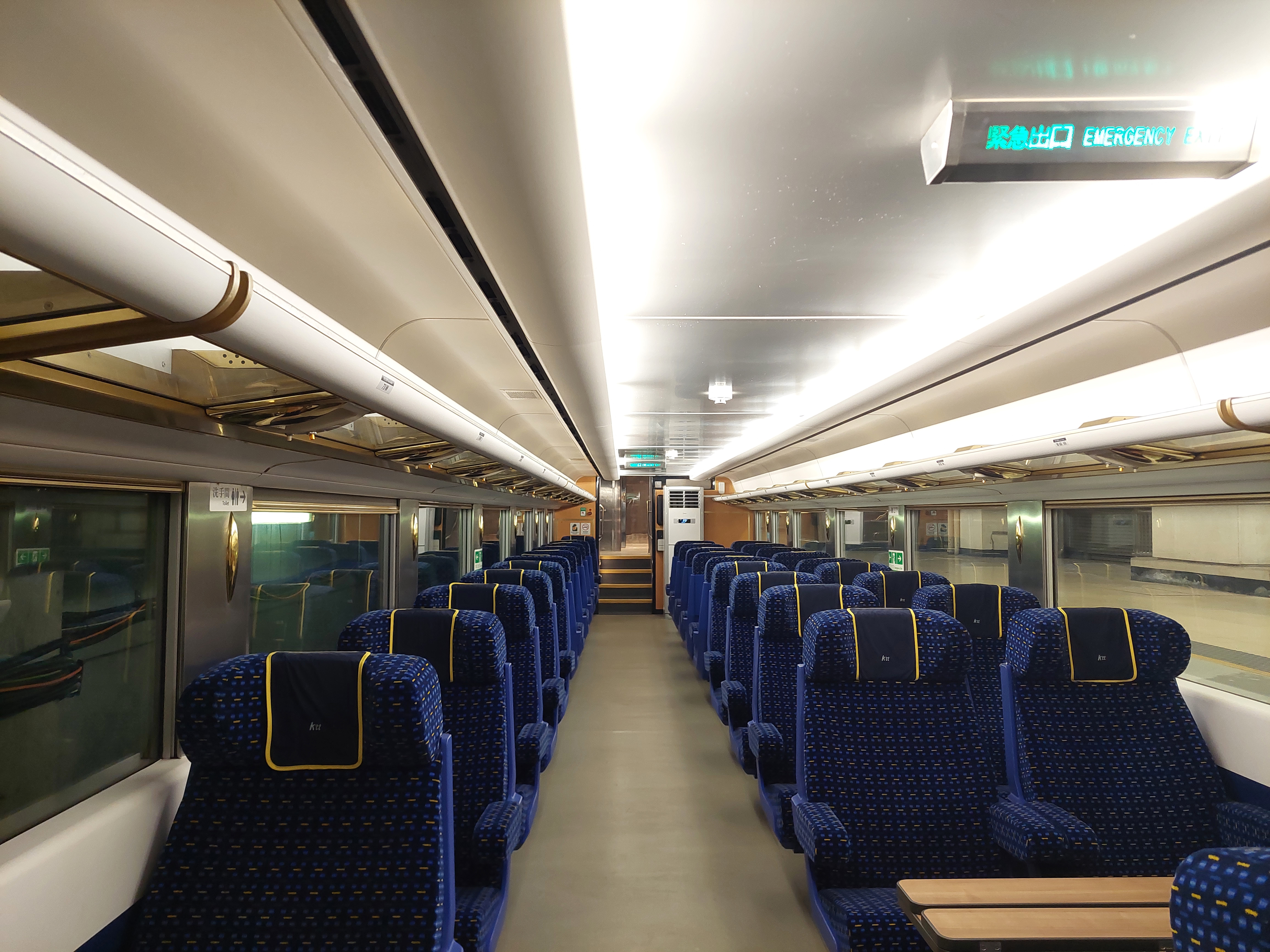
翻新後特等車廂內貌
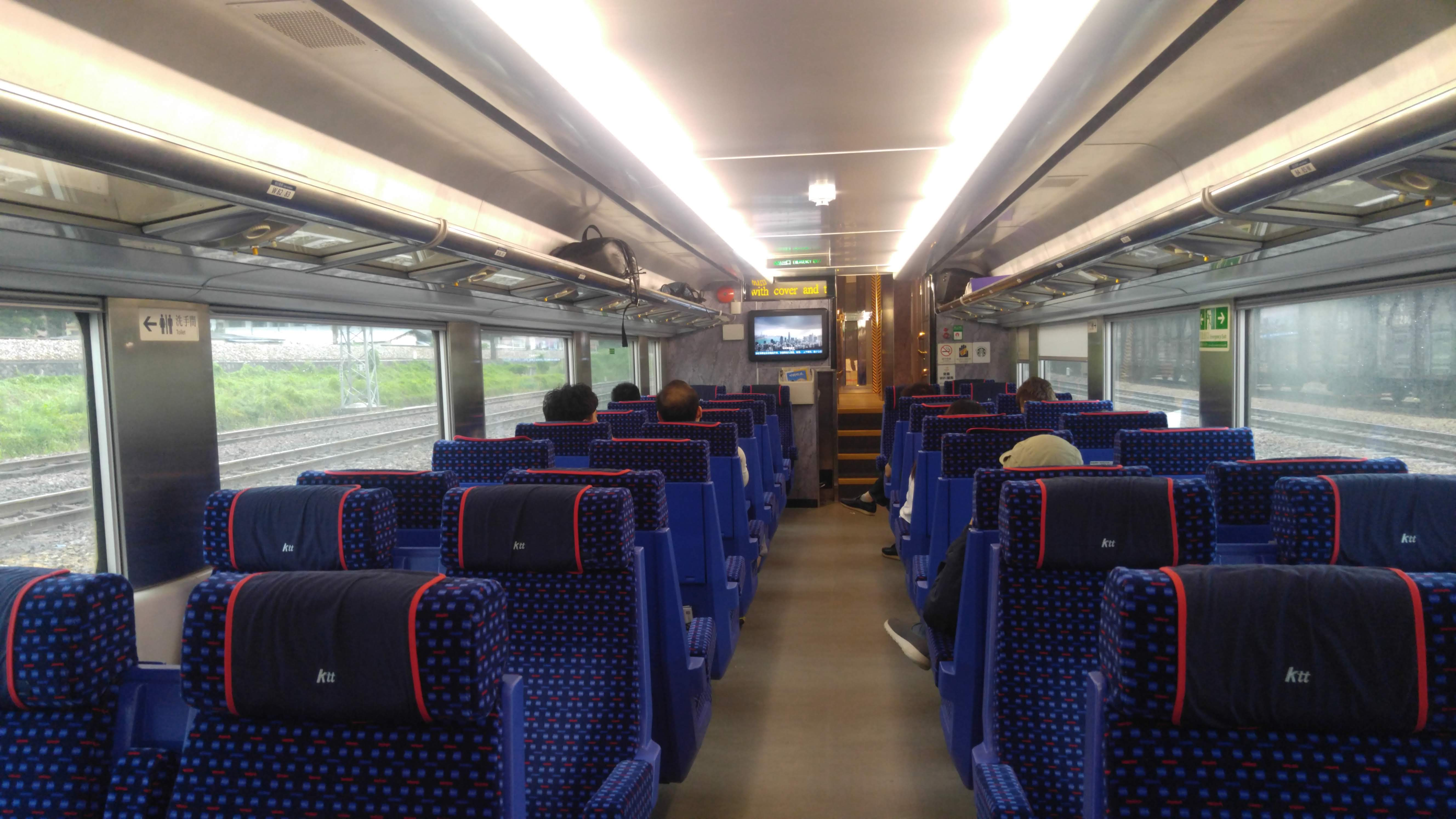
翻新後一等車廂內貌
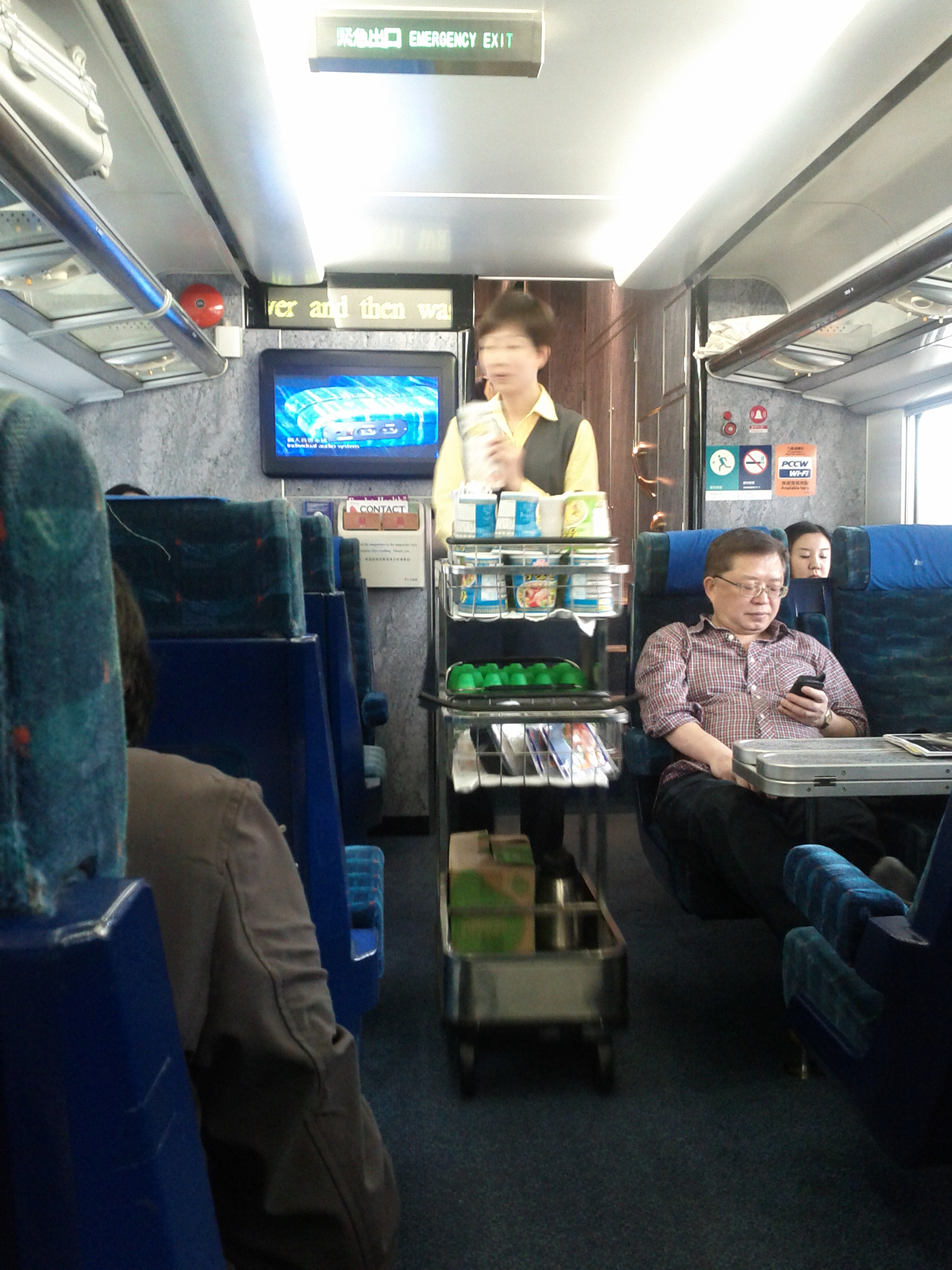
Ktt 九廣通車廂內港鐵乘務員以手推車販賣小食（車廂仍為翻新前的模樣）
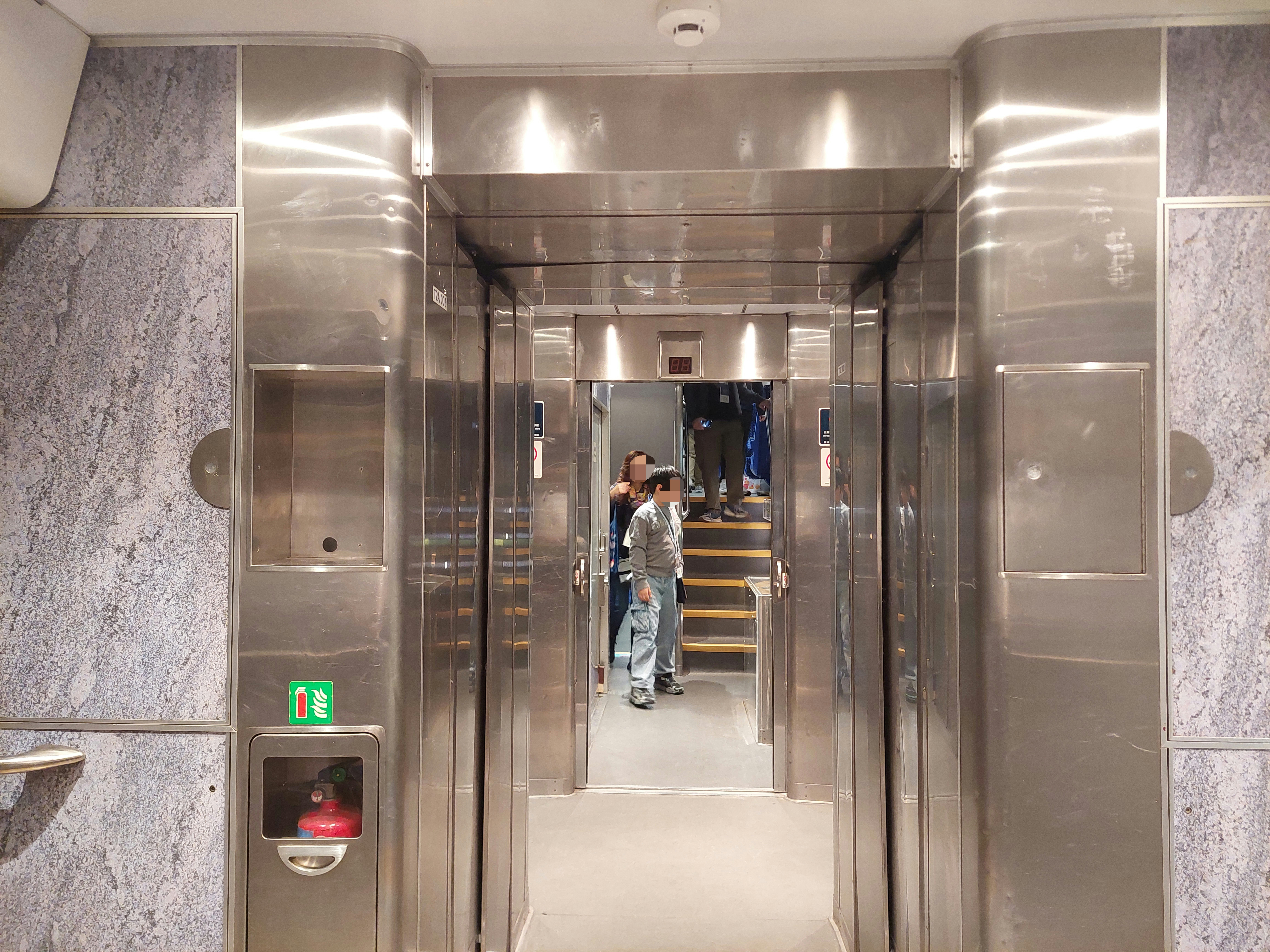
車廂間的通道
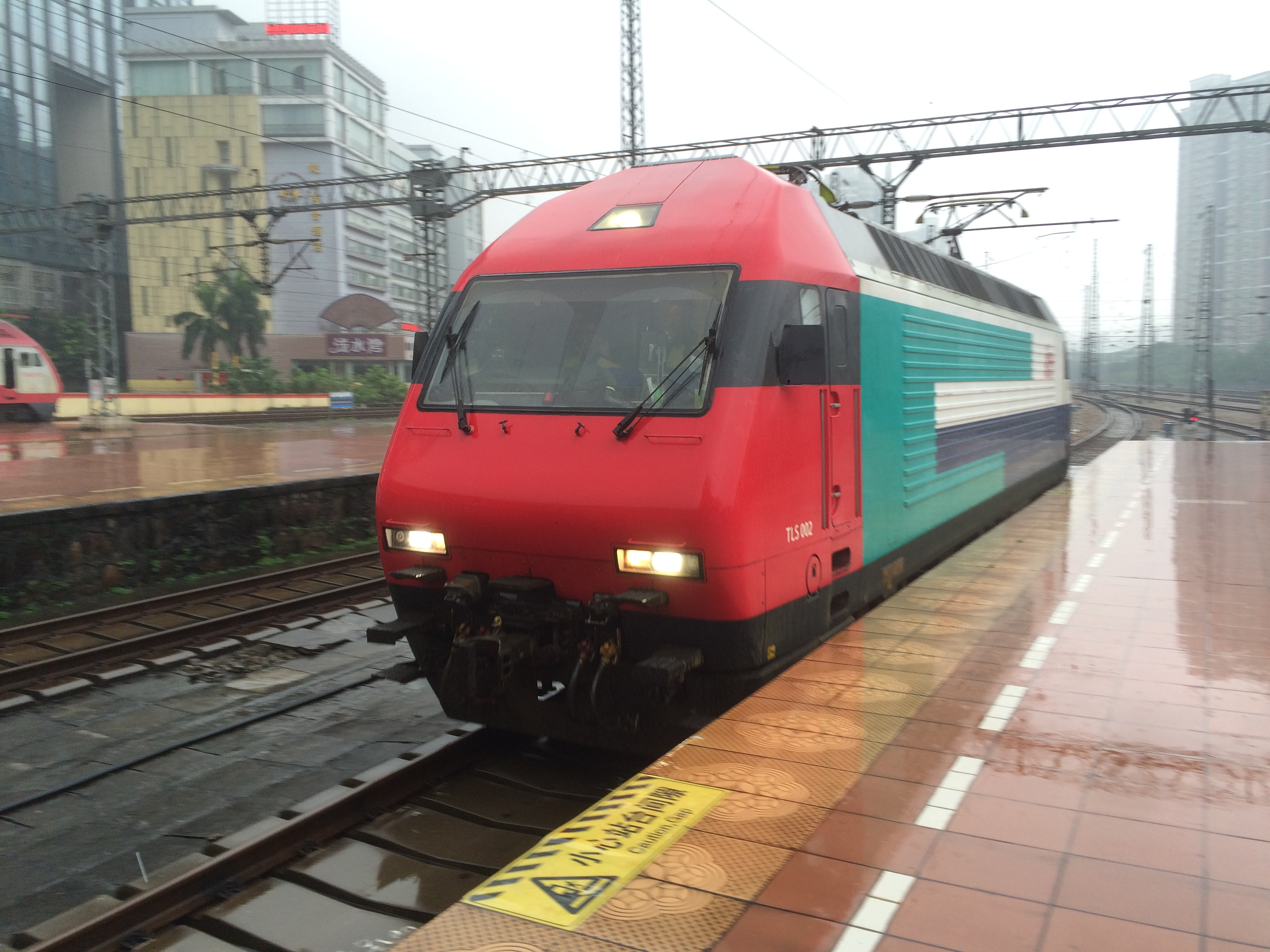
TLS002正於廣州東站內調車
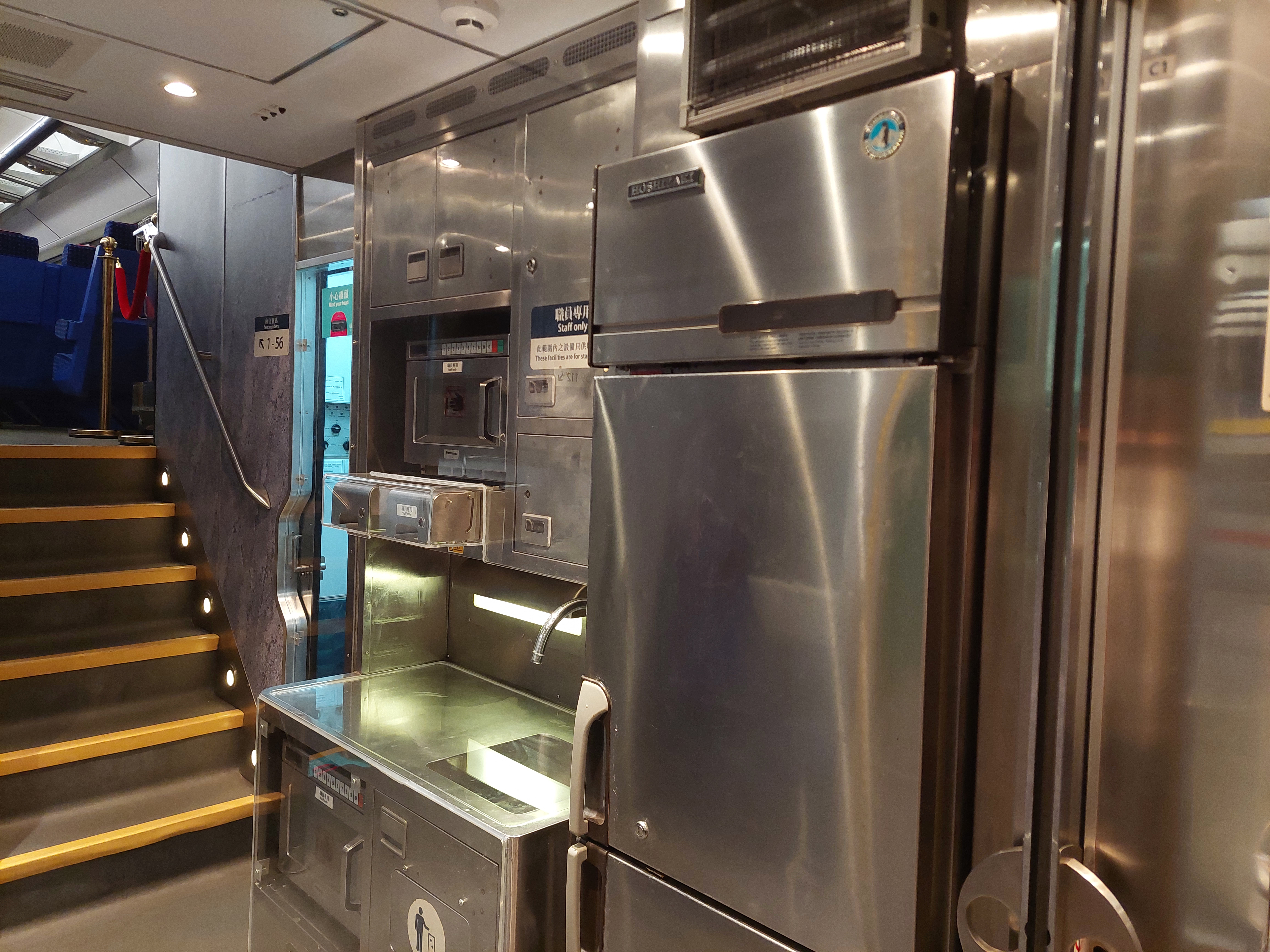
車廂內的備餐間，鄰近乘務員室一側車門
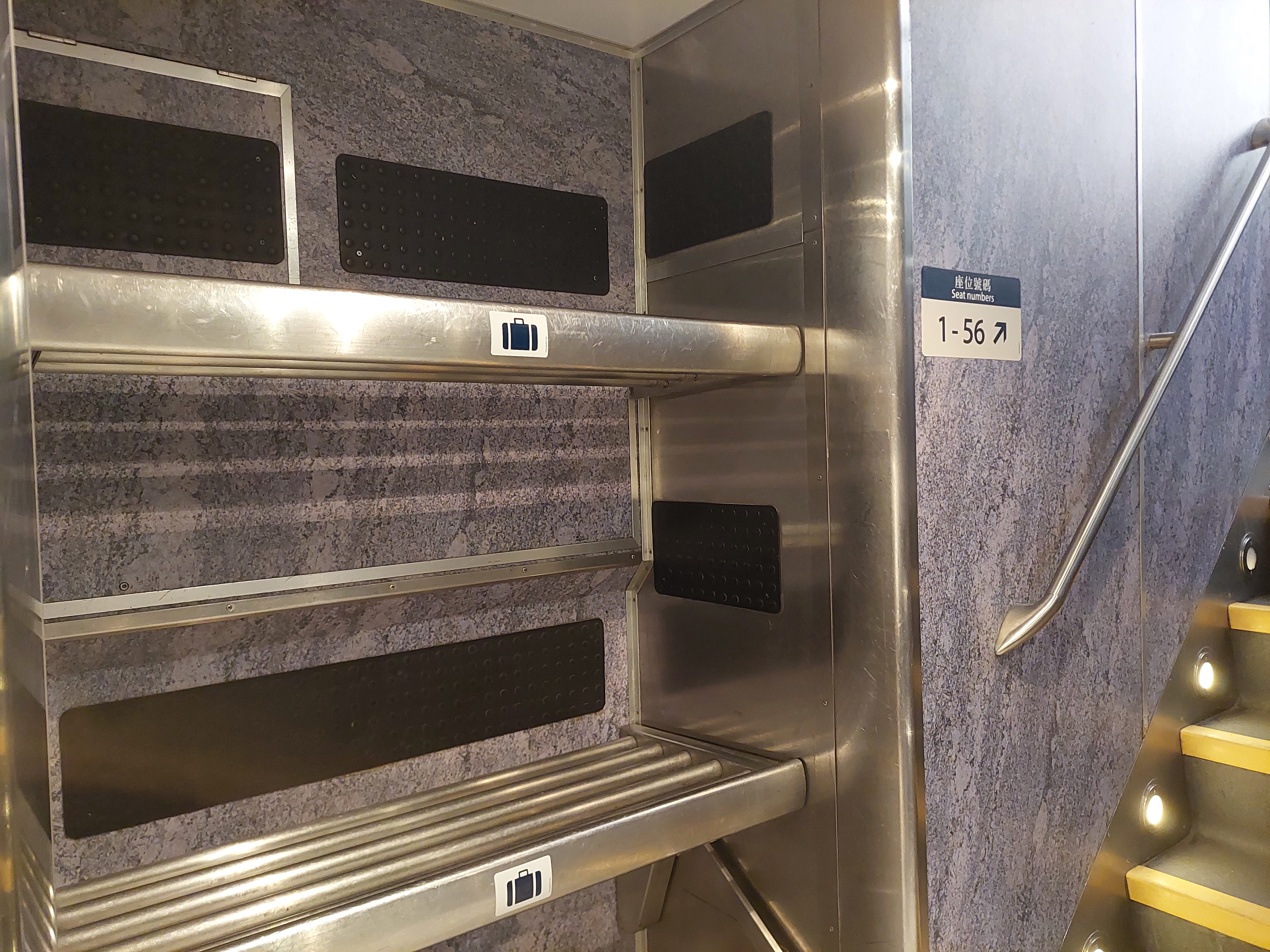
行李架，鄰近洗手間一側車門
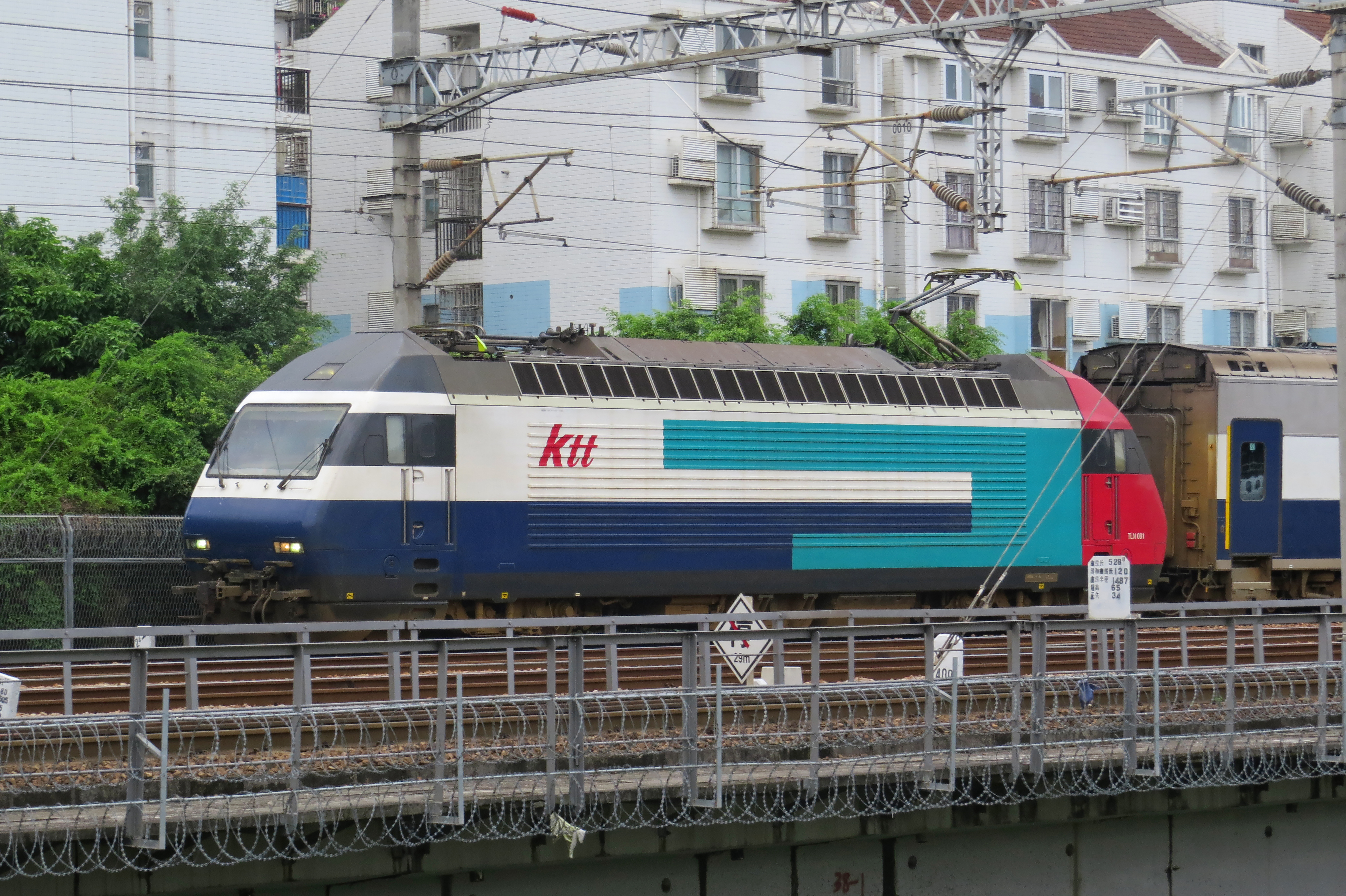
Re 465型电力机车（TLN 001号机车蓝白面）牵引Z823次往紅磡站方向九广通列车通过罗湖区桂园街道一带
- ktt列車經過太和站
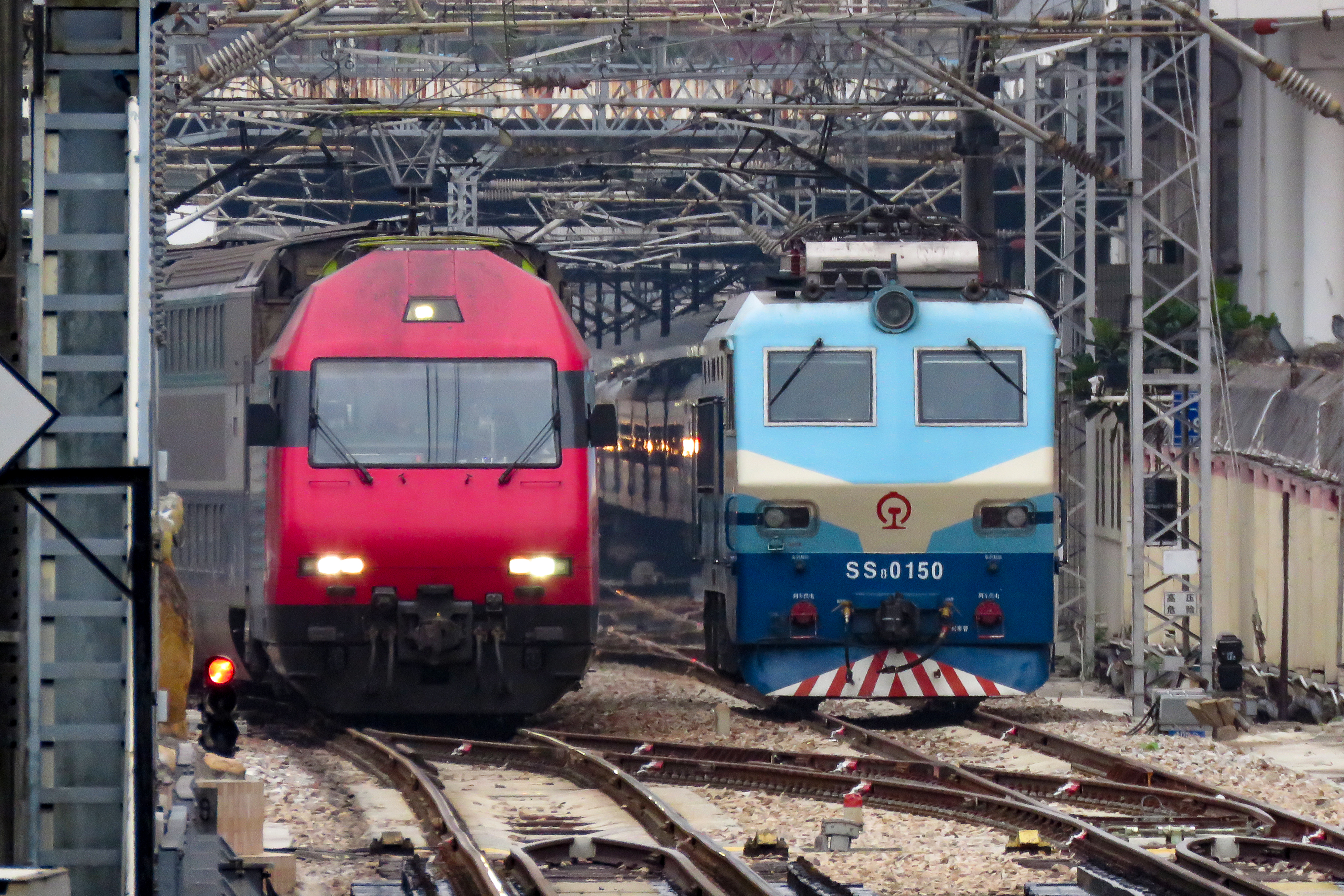
Re 465型电力机车（TLN 001号机车红面）与SS8-0150号机车在深圳站相遇

## 外部連結
- 香港鐵路大典上的相关条目：九廣通